# Nowa Bukowica
Nowa Bukowica – przysiółek wsi Bukowica w Polsce, położony w województwie lubuskim, w powiecie żagańskim, w gminie Niegosławice.
W latach 1975–1998 przysiółek administracyjnie należał do województwa zielonogórskiego.